# Vicente Blanco Brazales
Vicente Blanco Brazales (Almagro, Ciudad Real, España, 25 de abril de 1959) es un exfutbolista español que se desempeñaba como centrocampista.

## Clubes
| Club            | País   | Año       |
| --------------- | ------ | --------- |
| Castilla C. F.  | España | 1978-1979 |
| Burgos C. F.    | España | 1979-1980 |
| Castilla C. F.  | España | 1980-1981 |
| C. D. Castellón | España | 1981-1982 |
| Real Oviedo     | España | 1982-1983 |
| Castilla C. F.  | España | 1983-1984 |
| Real Oviedo     | España | 1984-1988 |